# Drosophila bipunctata
Drosophila bipunctata este o specie de muște din genul Drosophila, familia Drosophilidae, descrisă de Patterson și Mainland în anul 1943. Conform Catalogue of Life specia Drosophila bipunctata nu are subspecii cunoscute.